# Чемпионат мира по волейболу среди женских молодёжных команд 2023
22-й женский молодёжный чемпионат мира по волейболу проходил с 17 по 26 августа 2023 года в двух городах Мексики (Леоне и Агуаскальентесе) с участием 16 сборных команд, составленных из игроков возрастом не старше 20 лет. Чемпионский титул в 4-й раз в своей истории выиграла молодёжная сборная Китая.

## Команды-участницы
Мексика — команда страны-организатора;
Италия, Сербия — по итогам молодёжного чемпионата Европы 2022;
Япония, Китай — по итогам молодёжного чемпионата Азии 2022;
США, Куба — по итогам розыгрыша Панамериканского Кубка среди молодёжных команд 2022;
Бразилия, Аргентина — по итогам молодёжного чемпионата Южной Америки 2022;
Египет, Тунис — по итогам молодёжного чемпионата Африки 2022;
Нидерланды, Польша, Турция, Таиланд, Доминиканская Республика — по результатам рейтинга ФИВБ на январь 2023 года.

## Квалификация
Всего для участия в чемпионате мира квалифицировались 16 команд. Кроме сборной Мексики, представлявшей страну-хозяйку чемпионата, 10 команд преодолели отбор по итогам 5 турниров — четырёх континентальных чемпионатов и Панамериканского Кубка. Остальные 5 путёвок были распределены по итогам мирового рейтинга молодёжных сборных.
| Турнир                                               | Дата                       | Место проведения | Количество путёвок | Команды                                                   |
| ---------------------------------------------------- | -------------------------- | ---------------- | ------------------ | --------------------------------------------------------- |
| Сборная страны-организатора чемпионата               |                            |                  | 1                  | Мексика                                                   |
| Чемпионат Европы среди молодёжных команд 2022        | 27 августа—4 сентября 2022 | Скопье           | 2                  | Италия Сербия                                             |
| Чемпионат Азии среди молодёжных команд 2022          | 4—11 июля 2022             | Нур-Султан       | 2                  | Япония Китай                                              |
| Панамериканский Кубок среди молодёжных команд 2022   | 7—12 июля 2022             | Ла-Пас           | 2                  | США Куба                                                  |
| Чемпионат Южной Америки среди молодёжных команд 2022 | 17—21 августа 2022         | Кахамарка        | 2                  | Бразилия Аргентина                                        |
| Чемпионат Африки среди молодёжных команд 2022        | 26 августа—7 сентября 2022 | Тунис            | 2                  | Египет Тунис                                              |
| Мировой рейтинг U21                                  | январь 2023                |                  | 5                  | Нидерланды Польша Турция Таиланд Доминиканская Республика |

## Система розыгрыша
Соревнования состояли из двух групповых этапов и плей-офф. На первом этапе 16 команд-участниц были разбиты на 4 группы, в которых играли в один круг. 8 команд (по две лучшие из каждой группы) вышли во второй этап, где образовали две группы по 4 команды. По две лучшие команды вышли в плей-офф за 1—4-е места и разыграли медали чемпионата. Оставшиеся 4 команды из групп в плей-офф определили итоговые 5—8-е места.
По подобной системе 9—16-е места разыграли команды, занявшие в группах первого этапа 3—4-е места. 
Первичным критерием при распределении мест в группах являлось общее количество побед. При равенстве этого показателя в расчёт последовательно брались количество очков, соотношение партий, мячей, результаты личных встреч. За победы со счётом 3:0 и 3:1 команды получали по 3 очка, за победы 3:2 — по 2 очка, за поражения 2:3 — по 1 очку, за поражения 0:3 и 1:3 очки не начислялись.
Распределение команд по группам первого этапа прошло 12 мая 2023 года в Леоне (Мексика)Pools drawn for U21 women’s World Champs. Команда страны-хозяйки чемпионата (Мексика) возглавила группу «А». 7 лучших команд мирового рейтинга по состоянию на январь 2023 посеяны по системе «змейка» на два первых места в каждой из групп. 8 оставшихся команд жеребьёвкой распределены на оставшиеся места в группах.  
Окончательный состав групп первого этапа выглядит следующим образом:
| Группа A (Леон)                        | Группа B (Агуаскальентес)                      | Группа С (Леон)               | Группа D (Агуаскальентес)  |
| -------------------------------------- | ---------------------------------------------- | ----------------------------- | -------------------------- |
| Мексика (хозяин) Египет Таиланд Япония | Италия Бразилия Доминиканская Республика Тунис | Сербия Польша Аргентина Китай | США Нидерланды Турция Куба |

## Игровые арены
- Леон.

На арене «Домо-де-ла-Ферия» (Domo de la Feria) прошли матчи групп A и С первого этапа, групп E и G второго этапа и поединки плей-офф за 1-4 и 5-8 места. Открыта в 1980 году. Вместимость 4460 зрителей.
- Агуаскальентес.

На арене «Полифорум Морелос» (Poliforum Morelos) прошли матчи групп B и D первого этапа, групп F и H второго этапа и поединки плей-офф за 1-4 и 5-8 места. Открыта в 2016 году. Вместимость 3450 зрителей.

## Первый групповой этап
|  | Прошедшие во 2-й групповой этап (за 1-8 места) |

### Группа A
Леон
| М | Команда | 1   | 2   | 3   | 4   | И | В | П | С/П | О |
| - | ------- | --- | --- | --- | --- | - | - | - | --- | - |
| 1 | Япония  |     | 3:0 | 3:2 | 3:0 | 3 | 3 | 0 | 9:2 | 8 |
| 2 | Мексика | 0:3 |     | 3:1 | 3:0 | 3 | 2 | 1 | 6:4 | 6 |
| 3 | Египет  | 2:3 | 1:3 |     | 3:1 | 3 | 1 | 2 | 6:7 | 4 |
| 4 | Таиланд | 0:3 | 0:3 | 1:3 |     | 3 | 0 | 3 | 1:9 | 0 |

17 августа
Египет — Таиланд 3:1 (21:25, 25:13, 25:23, 25:19); Япония — Мексика 3:0 (25:19, 25:12, 25:22).
18 августа
Япония — Египет 3:2 (25:17, 19:25, 20:25, 25:16, 15:12); Мексика — Таиланд 3:0 (25:15, 25:16, 25:14).
19 августа
Япония — Таиланд 3:0 (25:13, 25:23, 25:18); Мексика — Египет 3:1 (25:22, 25:18, 19:25, 25:15).

### Группа В
Агуаскальентес
| М | Команда                  | 1   | 2   | 3   | 4   | И | В | П | С/П | О |
| - | ------------------------ | --- | --- | --- | --- | - | - | - | --- | - |
| 1 | Италия                   |     | 3:1 | 3:0 | 3:0 | 3 | 3 | 0 | 9:1 | 9 |
| 2 | Бразилия                 | 1:3 |     | 3:0 | 3:0 | 3 | 2 | 1 | 7:3 | 6 |
| 3 | Доминиканская Республика | 0:3 | 0:3 |     | 3:0 | 3 | 1 | 2 | 3:6 | 3 |
| 4 | Тунис                    | 0:3 | 0:3 | 0:3 |     | 3 | 0 | 3 | 0:9 | 0 |

17 августа
Италия — Тунис 3:0 (25:15, 25:8, 25:16); Бразилия — Доминиканская Республика 3:0 (25:14, 25:12, 25:13).
18 августа
Италия — Доминиканская Республика 3:0 (25:16, 25:11, 25:13); Бразилия — Тунис 3:0 (25:9, 25:9, 25:15).
19 августа
Италия — Бразилия 3:1 (23:25, 25:23, 25:23, 25:18); Доминиканская Республика — Тунис 3:0 (25:20, 25:18, 25:20).

### Группа С
Леон
| М | Команда   | 1   | 2   | 3   | 4   | И | В | П | С/П | О |
| - | --------- | --- | --- | --- | --- | - | - | - | --- | - |
| 1 | Китай     |     | 0:3 | 3:0 | 3:0 | 3 | 2 | 1 | 6:3 | 6 |
| 2 | Сербия    | 3:0 |     | 3:1 | 1:3 | 3 | 2 | 1 | 7:4 | 6 |
| 3 | Польша    | 0:3 | 1:3 |     | 3:0 | 3 | 1 | 2 | 4:6 | 3 |
| 4 | Аргентина | 0:3 | 3:1 | 0:3 |     | 3 | 1 | 2 | 3:7 | 3 |

17 августа
Сербия — Китай 3:0 (26:24, 25:21, 26:24); Польша — Аргентина 3:0 (25:17, 27:25, 25:23).
18 августа
Аргентина — Сербия 3:1 (26:24, 21:25, 25:23, 25:18); Китай — Польша 3:0 (25:18, 25:15, 25:19).
19 августа
Сербия — Польша 3:1 (25:21, 25:21, 22:25, 25:21); Китай — Аргентина 3:0 (25:15, 25:22, 25:17).

### Группа D
Агуаскальентес
| М | Команда    | 1   | 2   | 3   | 4   | И | В | П | С/П | О |
| - | ---------- | --- | --- | --- | --- | - | - | - | --- | - |
| 1 | Турция     |     | 3:1 | 3:2 | 3:0 | 3 | 3 | 0 | 9:3 | 8 |
| 2 | США        | 1:3 |     | 3:1 | 3:0 | 3 | 2 | 1 | 7:4 | 6 |
| 3 | Нидерланды | 2:3 | 1:3 |     | 3:0 | 3 | 1 | 2 | 6:6 | 4 |
| 4 | Куба       | 0:3 | 0:3 | 0:3 |     | 3 | 0 | 3 | 0:9 | 0 |

17 августа
США — Куба 3:0 (25:23, 25:14, 25:21); Турция — Нидерланды 3:2 (24:26, 25:18, 25:16, 22:25, 15:13).
18 августа
Турция — США 3:1 (25:17, 22:25, 25:23, 25:14); Нидерланды — Куба 3:0 (28:26, 25:16, 25:14).
19 августа
США — Нидерланды 3:1 (21:25, 25:20, 25:15, 25:17); Турция — Куба 3:0 (25:14, 25:22, 25:18).

## Второй групповой этап за 1—8 места
|  | Прошедшие в плей-офф за 1-4 места |

### Группа Е
Леон. А1, А2, С1, С2
| М | Команда | 1   | 2   | 3   | 4   | И | В | П | С/П | О |
| - | ------- | --- | --- | --- | --- | - | - | - | --- | - |
| 1 | Китай   |     | 3:1 | 3:2 | 3:0 | 3 | 3 | 0 | 9:3 | 8 |
| 2 | Япония  | 1:3 |     | 3:2 | 3:1 | 3 | 2 | 1 | 7:6 | 5 |
| 3 | Сербия  | 2:3 | 2:3 |     | 3:0 | 3 | 1 | 2 | 7:6 | 5 |
| 4 | Мексика | 0:3 | 1:3 | 0:3 |     | 3 | 0 | 3 | 1:9 | 0 |

21 августа
Япония — Сербия 3:2 (25:19, 18:25, 25:22, 23:25, 15:13); Китай — Мексика 3:0 (25:14, 25:11, 26:24).
22 августа
Китай — Япония 3:1 (25:15, 25:11, 21:25, 25:16); Сербия — Мексика 3:0 (25:23, 25:17, 25:20).
23 августа
Китай — Сербия 3:2 (19:25, 25:18, 25:11, 25:27, 15:12); Япония — Мексика 3:1 (25:17, 25:20, 24:26, 25:21).

### Группа F
Агуаскальентес. B1, B2, D1, D2
| М | Команда  | 1   | 2   | 3   | 4   | И | В | П | С/П | О |
| - | -------- | --- | --- | --- | --- | - | - | - | --- | - |
| 1 | Италия   |     | 3:1 | 3:1 | 3:0 | 3 | 3 | 0 | 9:2 | 9 |
| 2 | Бразилия | 1:3 |     | 3:0 | 3:0 | 3 | 2 | 1 | 7:3 | 6 |
| 3 | США      | 1:3 | 0:3 |     | 3:1 | 3 | 1 | 2 | 4:7 | 3 |
| 4 | Турция   | 0:3 | 0:3 | 1:3 |     | 3 | 0 | 3 | 1:9 | 0 |

21 августа
Италия — США 3:1 (25:19, 25:10, 32:34, 25:17); Бразилия — Турция 3:0 (25:15, 25:21, 25:13).
22 августа
Италия — Турция 3:0 (25:6, 29:27, 25:21); Бразилия — США 3:0 (25:19, 25:18, 25:22).
23 августа
Италия — Бразилия 3:1 (22:25, 25:15, 25:15, 26:24); США — Турция 3:1 (25:23, 16:25, 25:20, 25:21).

## Второй групповой этап за 9—16 места
|  | Прошедшие в плей-офф за 9-12 места |

### Группа G
Леон. А3, А4, С3, С4
| М | Команда   | 1   | 2   | 3   | 4   | И | В | П | С/П | О |
| - | --------- | --- | --- | --- | --- | - | - | - | --- | - |
| 1 | Аргентина |     | 3:0 | 2:3 | 3:0 | 3 | 2 | 1 | 8:3 | 7 |
| 2 | Польша    | 0:3 |     | 3:0 | 3:0 | 3 | 2 | 1 | 6:3 | 6 |
| 3 | Египет    | 3:2 | 0:3 |     | 3:2 | 3 | 2 | 1 | 6:7 | 4 |
| 4 | Таиланд   | 0:3 | 0:3 | 2:3 |     | 3 | 0 | 3 | 2:9 | 1 |

21 августа
Польша — Таиланд 3:0 (25:16, 25:14, 25:21); Египет — Аргентина 3:2 (25:19, 23:25, 22:25, 25:14, 25:23).
22 августа
Аргентина — Таиланд 3:0 (29:27, 25:22, 25:19); Польша — Египет 3:0 (26:24, 25:17, 25:17).
23 августа
Аргентина — Польша 3:0 (25:20, 25:16, 25:18); Египет — Таиланд 3:2 (22:25, 25:16, 16:25, 25:9, 15:11).

### Группа Н
Агуаскальентес. B3, B4, D3, D4
| М | Команда                  | 1   | 2   | 3   | 4   | И | В | П | С/П | О |
| - | ------------------------ | --- | --- | --- | --- | - | - | - | --- | - |
| 1 | Нидерланды               |     | 3:0 | 3:0 | 3:0 | 3 | 3 | 0 | 9:0 | 9 |
| 2 | Куба                     | 0:3 |     | 3:1 | 3:1 | 3 | 2 | 1 | 6:5 | 6 |
| 3 | Доминиканская Республика | 0:3 | 1:3 |     | 3:1 | 3 | 1 | 2 | 4:7 | 3 |
| 4 | Тунис                    | 0:3 | 1:3 | 1:3 |     | 3 | 0 | 3 | 2:9 | 0 |

21 августа
Куба — Доминиканская Республика 3:1 (17:25, 25:17, 25:23, 25:21); Нидерланды — Тунис 3:0 (25:15, 25:18, 25:16).
22 августа
Нидерланды — Доминиканская Республика 3:0 (25:15, 25:18, 25:19); Куба — Тунис 3:1 (16:25, 25:23, 25:20, 25:14).
23 августа
Доминиканская Республика — Тунис 3:1 (25:19, 25:23, 23:25, 25:22); Нидерланды — Куба 3:0 (25:15, 25:19, 25:23).

## Плей-офф

### За 13—16-е места
Агуаскальентес

#### Полуфинал
25 августа
Египет — Тунис 3:1 (25:23, 24:26, 25:13, 25:14).
Доминиканская Республика — Таиланд 3:0 (25:23, 25:23, 25:20).

#### Матч за 15-е место
26 августа
Таиланд — Тунис 3:0 (26:24, 25:13, 25:20).

#### Матч за 13-е место
21 июля
Египет — Доминиканская Республика 3:0 (25:23, 25:21, 25:14).

### За 9—12-е места
Агуаскальентес

#### Полуфинал
25 августа
Аргентина — Куба 3:1 (25:20, 24:26, 25:17, 25:19).
Нидерланды — Польша 3:1 (19:25, 25:21, 31:29, 25:20).

#### Матч за 11-е место
26 августа
Польша — Куба 3:1 (21:25, 25:17, 25:18, 25:20).

#### Матч за 9-е место
21 июля
Аргентина — Нидерланды 3:0 (25:12, 25:19, 25:23).

### За 5—8-е места
Леон

#### Полуфинал
25 августа
Турция — Сербия 3:1 (22:25, 26:24, 25:14, 25:22).
США — Мексика 3:2 (23:25, 25:21, 27:25, 24:26, 15:11).

#### Матч за 7-е место
26 августа
Сербия — Мексика 3:2 (19:25, 24:26, 25:18, 25:13, 16:14).

#### Матч за 5-е место
21 июля
Турция — США 3:1 (26:28, 25:20, 25:19, 25:18).

### За 1—4-е места
Леон

#### Полуфинал
25 августа
Китай — Бразилия 3:2 (27:25, 25:17, 20:25, 19:25, 15:6).
Италия — Япония 3:0 (25:22, 25:13, 25:18).

#### Матч за 3-е место
26 августа
Бразилия — Япония 3:0 (25:16, 25:21, 25:14).

#### Финал
26 августа
Китай — Италия 3:2 (19:25, 25:23, 23:25, 25:22, 15:8). Отчёт

## Итоги

### Положение команд
| Место | Команда                  |
| ----- | ------------------------ |
| 1     | Китай                    |
| 2     | Италия                   |
| 3     | Бразилия                 |
| 4     | Япония                   |
| 5     | Турция                   |
| 6     | США                      |
| 7     | Сербия                   |
| 8     | Мексика                  |
| 9     | Аргентина                |
| 10    | Нидерланды               |
| 11    | Польша                   |
| 12    | Куба                     |
| 13    | Египет                   |
| 14    | Доминиканская Республика |
| 15    | Таиланд                  |
| 16    | Тунис                    |

### Призёры
Китай: Чжу Синчэнь, Чжао Ялунь, Ван Ифань, Чжуан Юшань, Ван Циюэ, Чжэн Цзея, Тан Синь, Инь Сяолань, Ван Иньди, Ян Цзя, Се Шэнъянь, Шань Линьцянь. Главный тренер — Ци Куан.
  Италия: Вирджиния Адриано, Чидера Эзе Блессинг, Доминика Джулиани, Беатриче Гардини, Валентина Бартолуччи, Анна Аделузи, Джулия Марконато, Стелла Нервини, Сара Беллья, Мануэла Рибеки, Катя Экл, Вероника Костантини. Главный тренер — Марко Менкарелли.
  Бразилия: Изис Симонетти, Николь Фернандис, Джуллиана Гандра, Жаклин Шмиц, Ливия Сантус, Лузия Неццо, Алин Сегато, Мария-Клара Карвальяйнс, Габриэла Карнейро, Элена Венк, Ана-Луиза Рюдигер, Летисия Моура. Главный тренер — Вагнер Коппини Фернандис.

### Индивидуальные призы
| - MVP Чжуан Юшань - Лучшая связующая Валентина Бартолуччи - Лучшие центральные блокирующие Ван Циюэ Лузия Неццо | - Лучшая диагональная нападающая Анна Аделузи - Лучшие нападающие-доигровщицы Чжуан Юшань Стелла Нервини - Лучшая либеро Чжу Синчэнь |